# Street News
Street News (рус. Уличные новости) — нью-йоркская уличная газета, продаваемая бездомными. Будучи основанной в 1989 году, она стала самой первой современной уличной газетой в США. Она была создана, чтобы дать работу многим бездомным и безработным людям в Нью-Йорке. Газету назвали «пионером» движения уличных газет. Создание Street News послужило вдохновлением для основания многих других уличных газет, в том числе чикагской StreetWise и британской The Big Issue. В свою очередь и Street News и The Big Issue стали прототипами уличных газет по всему миру.
В 2002 году Street News печатались тиражом 3 000 экземпляров, выходя по шесть выпусков в год. Они продавались 15 людьми, получавшими по 75 центов от стоимости одного экземпляра в 1,25 доллара.

## История
Street News начала публиковаться в октябре 1989 года, основанная её главным редактором, рок-музыкантом Хатчинсоном Персонсом совместно с Стрит Эид и Венди Оксенборн (впоследствии Колтун). Газета была профинансирована частными лицами и компаниями, такими как, например, Cushman & Wakefield. Также одним из способов прибыли стала продажа рекламных мест в газете. К редакции в качестве консультанта присоединился президент The New York Times Лэнс Примис.
Была запущена рекламная кампания на метро и автобусах MTA, а бездомным было разрешено продавать газеты в поездах. В The New York Times появилась статья Сэма Робертса о Street News, которая получила широкое внимание СМИ. Продажи стали быстро расти от начальных 50 000 экземпляров до нескольких миллионов проданных газет всего за четыре месяца после публикации статьи Робертса. Знаменитости Пол Ньюман, Лиза Минелли и Beach Boys также способствовали формированию общественного мнения относительно газеты.
Первые десять экземпляров отдавались бездомному бесплатно, он мог продать их по цене 75 центов. Следующие копии газет бездомные покупали за 30 центов, делая тем самым себе выгоду в 45 центов за каждую проданную газету.
Начальный ажиотаж с газетой постепенно угас и Street News столкнулась с финансовыми трудностями в начале 1990-х годов. Трудности газеты совпали с изменением отношения к бездомным в 90-х годах и попыткам общества убрать их из города. В 1991 году MTA запрещает продажу газет в вагонах метро, которое было основным местом продаж для бездомных. К середине 1990-х продажи газеты сильно упали, а многие делали прогнозы, что Street News и вовсе закроется Впоследствии газете удалось удержаться на рынке, хотя масштабы продаж упали и не поднимались до показателей первых месяцев.
Бывший бездомный и наркоман Ли Стрингер стал первым продавцом газеты Street News, а затем её редактором и обозревателем. Позже он стал писателем, издавшим несколько мотивирующих книг.